# Station Lardenne
Station Lardenne is een spoorwegstation in de Franse gemeente Toulouse aan de Franse spoorlijn 648 000.